# Claude Coats
Pour les articles homonymes, voir Coats.
Claude Coats, né le 17 janvier 1913 à San Francisco, Californie et mort le 9 janvier 1992, Los Angeles,, est un artiste américain, connu pour ses activités de dessinateur de décors et d'imagineer au sein des Studios Disney.

## Biographie
Installé à Los Angeles, et après avoir fait des études à l'Université de la Californie méridionale, il décroche en 1934 un diplôme en architecture et beaux-arts puis étudie au Chouinard Art Institute,.
Il est engagé en juin 1935 comme artiste pour les décors de film d'animation aux Studios Disney,,. Il travaille tout d'abord sur Le Petit Indien (1937) au côté de Gustaf Tenggren puis rejoint l'équipe des décorateurs sur Blanche-Neige et les Sept Nains (1937) dirigée par Samuel Armstrong.
En 1938, il conçoit les décors de la séquence L'Apprenti sorcier dans Fantasia (1940) puis rejoint Tenggren sur les décors de l'atelier de Geppetto pour Pinocchio (1940).
En 1955, il rejoint à la demande de Walt Disney la société WED Enterprises pour aider à la création des attractions du parc Disneyland, en tant que « concepteur de spectacle ». Il participe alors indirectement à l'émission Disneyland en créant les décors peints présentés à l'antenne et apparaît même dans celle spéciale Disneyland 10th Anniversary diffusée en 1965.
Au début des années 1960, il participe à la conception de plusieurs attractions dont celles prévues pour la Foire internationale de New York 1964-1965 : Magic Skyway de Ford, le Carousel of Progress pour General Electric et It's a Small World pour PepsiCo.
Il est aussi lié à la conception de Pirates of the Caribbean (1967), Haunted Mansion (1969) puis à de nombreuses attractions pour le parc Magic Kingdom et Epcot.
Il prend sa retraite en novembre 1989, reçoit en 1991 le titre de Disney Legends et meurt le 9 janvier 1992,.

## Filmographie
- 1937 : Blanche-Neige et les Sept Nains
- 1940 : Pinocchio
- 1940 : Fantasia séquence L'Apprenti sorcier
- 1941 : Dumbo
- 1942 : Saludos Amigos
- 1943 : Victoire dans les airs
- 1944 : Les Trois Caballeros
- 1945 : Californy 'er Bust
- 1945 : Dog Watch
- 1945 : Tiger Trouble
- 1946 : Mélodie du Sud
- 1946 : Pierre et le Loup
- 1946 : La Boîte à musique
- 1947 : Coquin de printemps
- 1948 : Cat Nap Pluto
- 1948 : Mélodie Cocktail séquence Johnny Pépin-de-Pomme, Pecos Bill et Petit Toot
- 1949 : Le Crapaud et le Maître d'école séquence La Mare aux grenouilles et La Légende de la Vallée endormie
- 1950 : Motor Mania
- 1950 : Cendrillon
- 1951 : Alice au pays des merveilles
- 1952 : The Little House
- 1952 : Uncle Donald's Ants
- 1953 : How to Sleep
- 1953 : L'Art de la danse
- 1953 : Franklin et Moi (directeur artistique)
- 1953 : Peter Pan
- 1954 : Petit Toot (ressortie)
- 1955 : Donald flotteur de bois
- 1955 : La Belle et le Clochard
- 1955 : Disneyland : Man in Space (9 mars 1955)
- 1955 : Disneyland : Adventures of Mickey Mouse (12 octobre 1955)
- 1956 : Hooked Bear
- 1956 : Disneyland : Our Unsung Villains (15 février 1956)
- 1957 : Disneyland : The Plausible Impossible (31 octobre 1956)
- 1957 : Disneyland : Your Host, Donald Duck (16 janvier 1957)
- 1957 : Disneyland : Our Friend the Atom (23 janvier 1957)
- 1957 : Disneyland : All About Magic (30 janvier 1957)
- 1957 : Disneyland : Disneyland, the Park/Pecos Bill (3 avril 1957)
- 1957 : Disneyland : The Liberty Story (29 mai 1957)
- 1957 : Disneyland : The Fourth Anniversary Show (11 septembre 1957) (segment Peter and the Wolf)
- 1957 : Disneyland : Four Fabulous Characters (18 septembre 1957)
- 1958 : Disneyland : Magic and Music (19 mars 1958)
- 1963 : Disneyland : The Truth About Mother Goose (17 novembre 1963)
- 1965 : Disneyland : Disneyland 10th Anniversary (3 janvier 1965)
- 1999 : Fantasia 2000 séquence L'Apprenti sorcier (de 1940)

## Attractions
- le Grand Canyon Diorama du Disneyland Railroad
- Magic Skyway devenu le Primeval World Diorama du Disneyland Railroad
- Haunted Mansion
- Pirates of the Caribbean
- Mr. Toad's Wild Ride
- Snow White's Scary Adventures
- Submarine Voyage
- Carousel of Progress
- It's a Small World
- Mickey Mouse Revue
- World of Motion
- Horizons
- Meet the World
- Cinderella Castle Mystery Tour